# ¿Por qué disimular?
¿Por qué disimular? es el nombre del segundo álbum de estudio y el más popular del grupo mexicano Jeans. Fue lanzado al mercado por EMI en julio de 1998. Este álbum marcó el debut de Melissa López y Karla Díaz-Leal Arreguín como las nuevas integrantes.
El álbum se grabó en España, y en México obtuvo la certificación de oro a pocos meses de su lanzamiento. Para su promoción se lanzaron los sencillos: «Enferma de amor», «Estoy por él», «La ilusión del primer amor» y «No puede ser». Este fue el único álbum en el que participó Melissa, ya que abandonó el grupo en junio de 1999.
El grupo cambia su alineación y de la misma forma, su imagen, siendo ahora más tecnológica y futurista, la cual es la más recordada por la mayoría de personas.

## Lista de canciones
| ¿Por qué disimular? |                                                    |          |  |
| N.º                 | Título                                             | Duración |  |
| 1.                  | «Estoy por él»                                     | 4:22     |  |
| 2.                  | «Por estar contigo»                                | 3:32     |  |
| 3.                  | «Tan dentro de mí»                                 | 3:38     |  |
| 4.                  | «No puede ser»                                     | 4:07     |  |
| 5.                  | «Enferma de amor»                                  | 4:33     |  |
| 6.                  | «Hasta ahora»                                      | 4:02     |  |
| 7.                  | «No somos ángeles»                                 | 3:56     |  |
| 8.                  | «A cuenta gotas»                                   | 4:05     |  |
| 9.                  | «La ilusión del primer amor»                       | 4:26     |  |
| 10.                 | «Si es verdad que me amas (If You Really Want Me)» | 3:40     |  |

## Certificaciones
| País   | Organismo certificador | Certificación | Ventas certificadas | Ref   |
| ------ | ---------------------- | ------------- | ------------------- | ----- |
| México | AMPROFON               | Oro           | 100 000             | [ 1 ] |